# Check Hall River
Der Check Hall River ist ein Fluss an der Westküste von Dominica im Parish Saint Paul.

## Geographie
Der Check Hall River entspringt an der Hangkante des Hochlandes bei Middleham Estate, westlich de Morne Trois Pitons.
Der Fluss verläuft zunächst nach Südwesten, erhält Zuflüsse aus Sylvania Estate und vom Morne Cola Anglais bei Springfield Estate. Dann wendet er sich stärker nach Westen und fließt durch Antrim Valley vorbei am Ortsgebiet von Roger und mündet wenige meter nördlich des Canefield Airport in der Pringles Bay in das Karibische Meer.